# Uwe Oberg

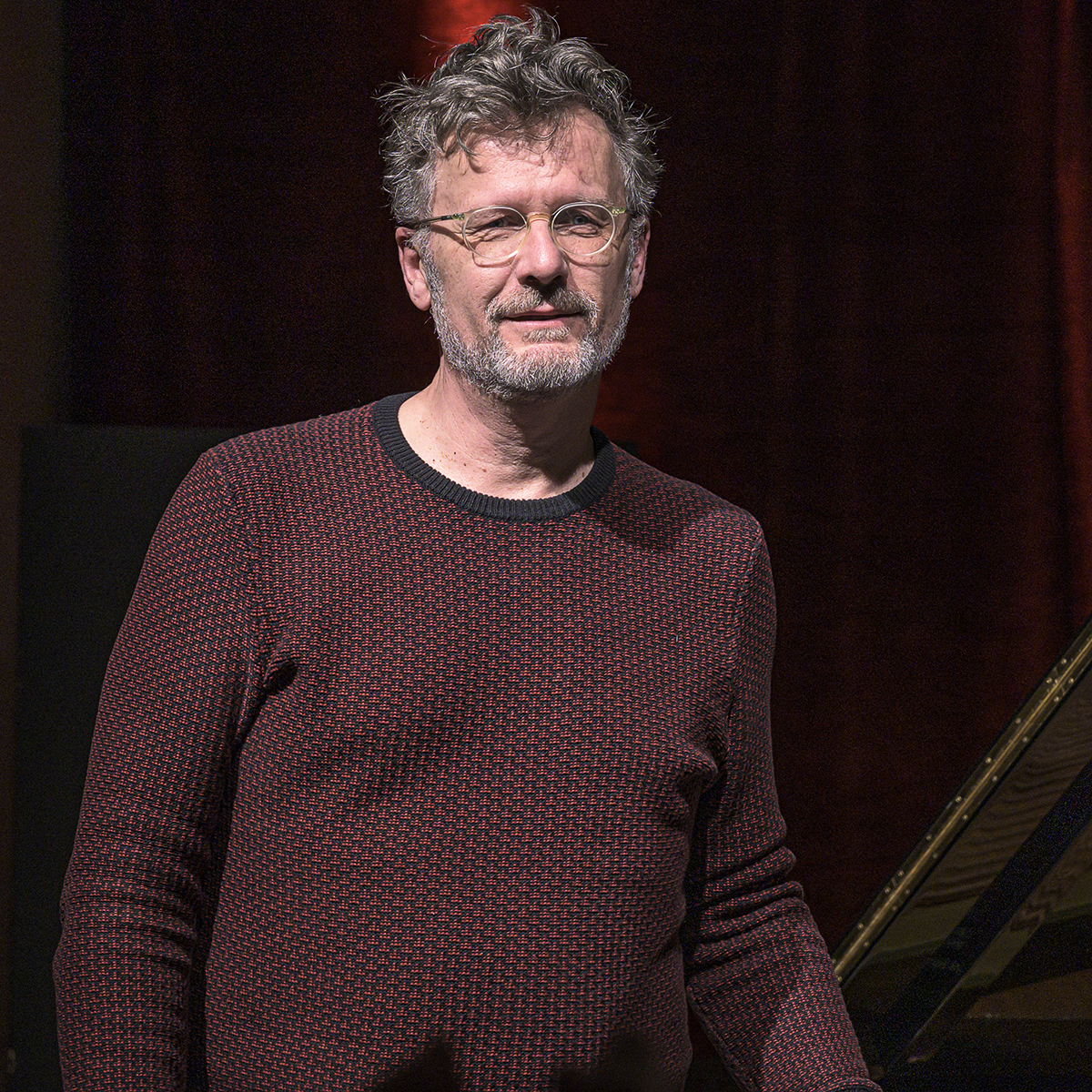
Uwe Oberg im Loft (Köln), 2019

Uwe Oberg (* 1962 in Offenbach am Main) ist ein deutscher Pianist und Komponist.

## Leben und Wirken
Oberg erhielt ab dem Alter von sieben Jahren Klavierunterricht, spielte populäre Musikstile und ab den frühen 1980er Jahren als Autodidakt Jazz und improvisierte Musik. Seit 1986 ist er Mitglied der Kooperative New Jazz/art.ist Wiesbaden.
Beeindruckt von Jazz und Neuer Musik entwickelte Oberg seine Klaviermusik; wichtige Einflüsse sind Thelonious Monk, Paul Bley, Cecil Taylor, Don Pullen, Ran Blake, Alex Schlippenbach, Andrew Hill, die Musik von Anthony Braxton, die Klaviermusik von John Cage sowie europäische Improvisationsmusik. Seit den 1980er Jahren spielt er in zahlreichen Bands. Als Solist spannt er den Bogen vom Inside-Piano zur Musik von Duke Ellington. Im Projekt Lacy Pool (zuletzt mit Rudi Mahall und Michael Griener) widmete er sich der Musik von Steve Lacy.
Oberg spielte mit Musikern wie Alfred Harth, Paul Lovens, Peter Kowald, Tony Oxley, Ulrich Phillipp, Jürgen Wuchner, Sven-Åke Johansson, dem hr-Jazzensemble, Xu Fengxia, Mariá Portugal, Urs Leimgruber, Carl Ludwig Hübsch, Frank Gratkowski, Lina Allemano, Günter Baby Sommer und Evan Parker. Seit 2021 ist er Pianist bei Conference Call.
Oberg komponiert und spielt Musik für Theater und Tanz. Als Stummfilmpianist ist er regelmäßig z. B. im Deutschen Filmmuseum Frankfurt oder im Caligari-Kino Wiesbaden zu hören.
Von 2000 bis 2021 kuratierte er die Konzertreihe/das Festival Just Music in Wiesbaden.

## Preise und Auszeichnungen
2007 wurde Oberg mit dem Hessischen Jazzpreis ausgezeichnet.

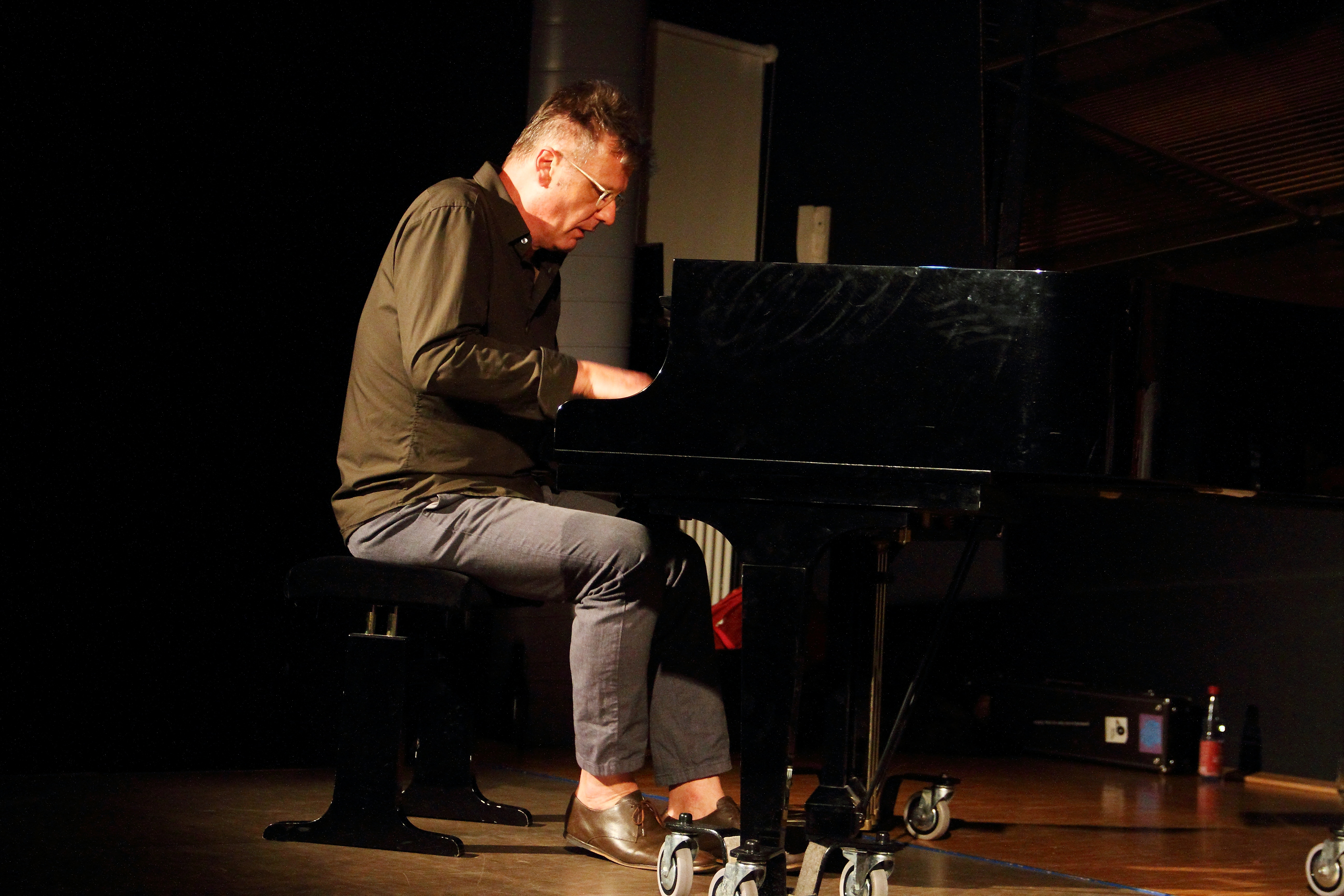
Mit ROPE im KULT Niederstetten, 2017

## Diskographie (Auswahl)
- Uwe Oberg / Joe Fonda / Lucía Martínez: Relight (Not Two Records 2019)
- Frank Paul Schubert / Uwe Oberg / Paul Rogers / Mark Sanders: Open Ends (trouble in the east records 2020)
- Uwe Oberg & Heinz Sauer: Sweet Reason (jazzwerkstatt 2017)
- Lacy Pool 2 mit Rudi Mahall & Michael Griener (Leo Records 2017)
- Turns  Uwe Oberg und Silke Eberhard (Leo Records 2016) Longlist Deutscher Schallplattenpreis
- Rope  mit Frank Paul Schubert, Wilbert de Joode, Mark Sanders (Red Toucan 2016)
- Work  Uwe Oberg Solo (Hat Hut Records 2015)
- Twice, at Least  Uwe Oberg Solo (Leo Records 2015) Longlist Deutscher Schallplattenpreis
- Eric Plandé Trio Touching (jazzwerkstatt 2014)
- Shots & Coups  Duo mit Frank Paul Schubert:  (gligg records 2012)
- Full Bloom  Duo mit Evan Parker (jazzwerkstatt 2010)
- Lacy Pool  mit Christof Thewes und Michael Griener (hatOLOGY 2008)
- After All  Uwe Oberg Trio + Frank Gratkowski (Konnex Records 2006)
- Dedicated  mit Matthias Schubert, Jürgen Wuchner, Jörg Fischer (Jazz'N'Arts Records 2004)
- Looking  Duo mit Xu Fengxia (NurNichtNur 2003)